# Marianne Lundblad
Marianne Lundblad, född 1930 i Västerås, är en svensk målare och skulptör. Hon ingick 1961 äktenskap med biokemisten Gunnar Lundblad
Lundblad, som är dotter till direktör Otto Maunsbach och Emma Söderlund, studerade vid Åke Pernbys målarskola 1953-1956 och vid Konstfacks aftonskola 1956-1957 samt Konstskolan Idun Lovén 1960-1961. Separat har hon ställt ut på bland annat Galleri Terseus, Vadsbo museum i Mariestad, Västerås, Öland, Norrtälje, Leksand och Sollentuna. Bland hennes offentliga arbeten märks en utsmyckning på Sollentuna sjukhus. Hon har tilldelats stipendium från Föreningen Svenska Konstnärinnor, Stockholms stad och Astrid Andrens skulpturstipendium. Hennes konst består av djurskulpturer i gips och brons samt landskapsakvareller och oljor med motiv från fjällen och skärgården. Lundblad är representerad vid Statens konstråd, Västerås konstmuseum, Museum Anna Nordlander i Skellefteå, Laholms teckningsmuseum, Stockholms universitet, Stockholms stad samt i ett flertal landsting.   